# Toganaszy (rejon krasnoczetajski)
Toganaszy (ros. Тоганаши) – wieś (dieriewnia) w Rosji, w Czuwaszji, w rejonie krasnoczetajskim. W 2010 liczyła 452 mieszkańców.